# Andrena nuda
Andrena nuda är en biart som beskrevs av Robertson 1891. Andrena nuda ingår i släktet sandbin, och familjen grävbin. Inga underarter finns listade i Catalogue of Life.

## Bildgalleri

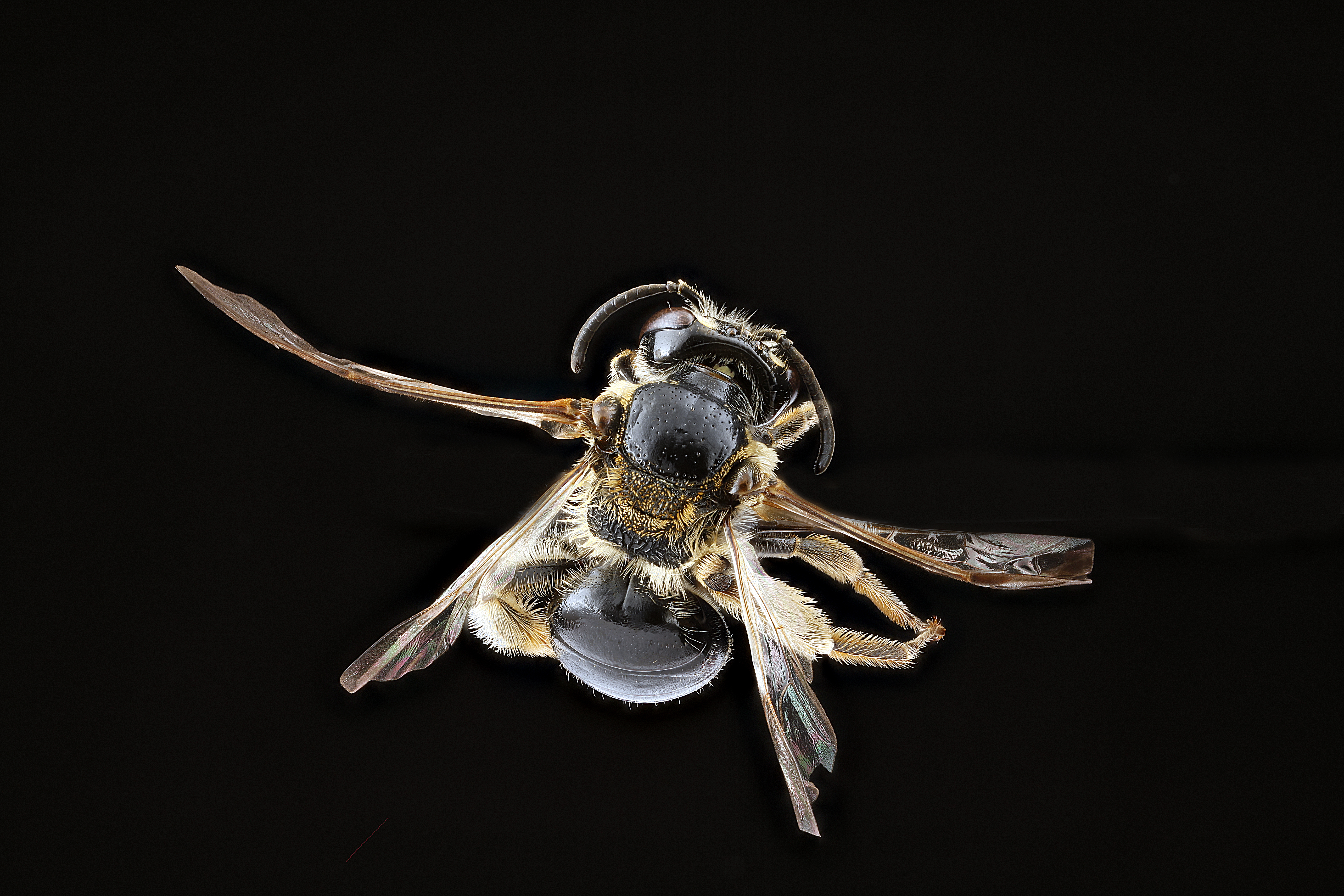
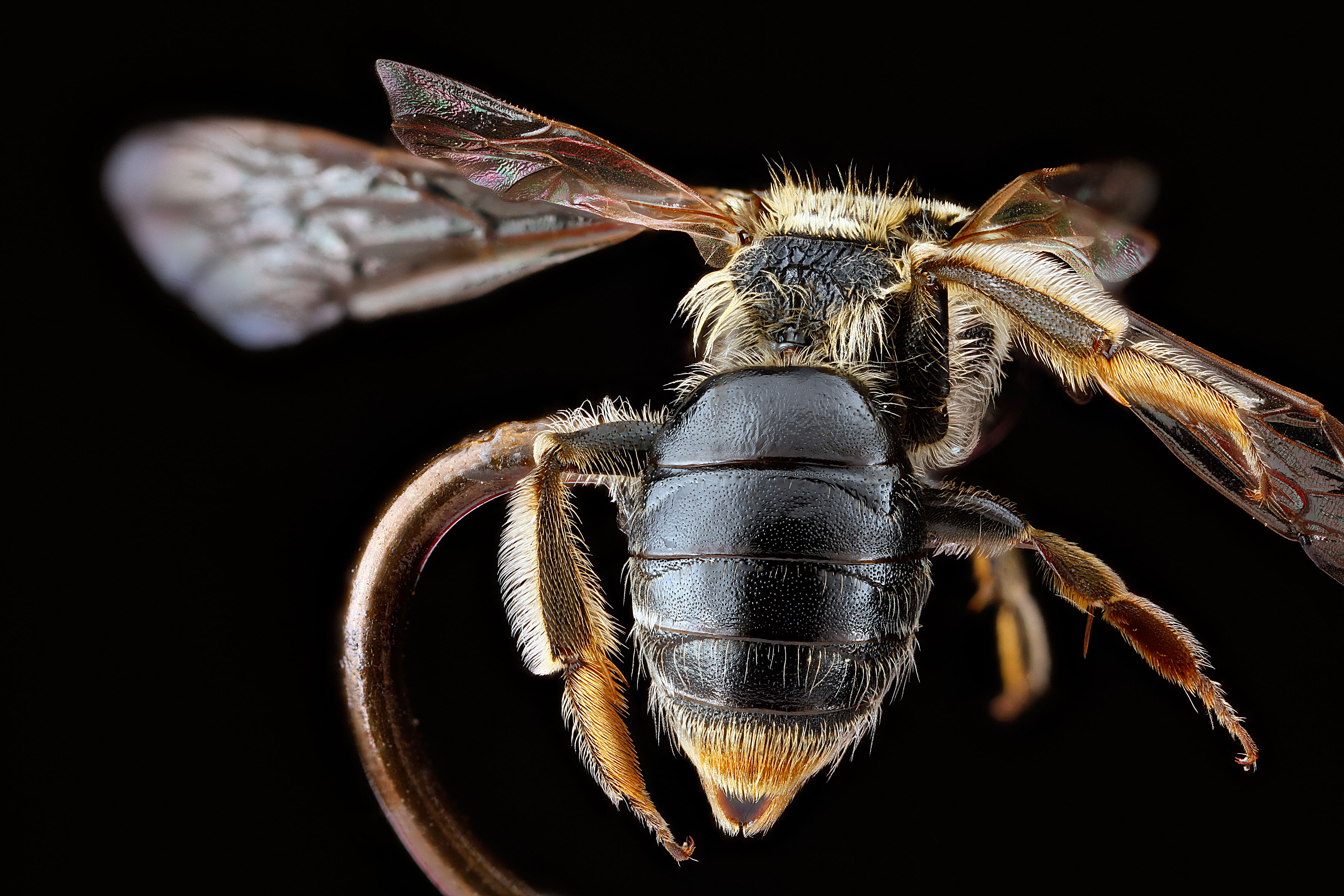
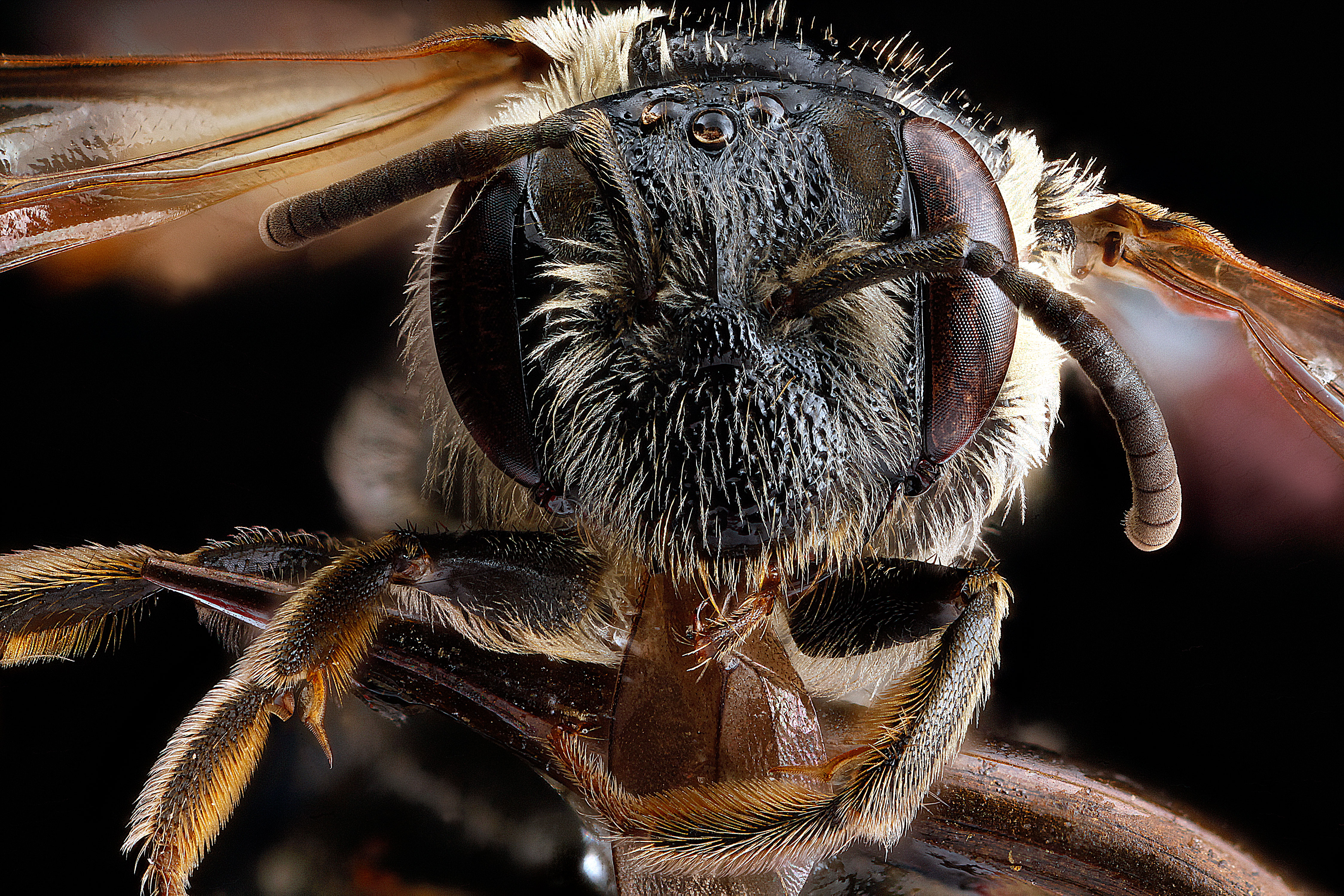
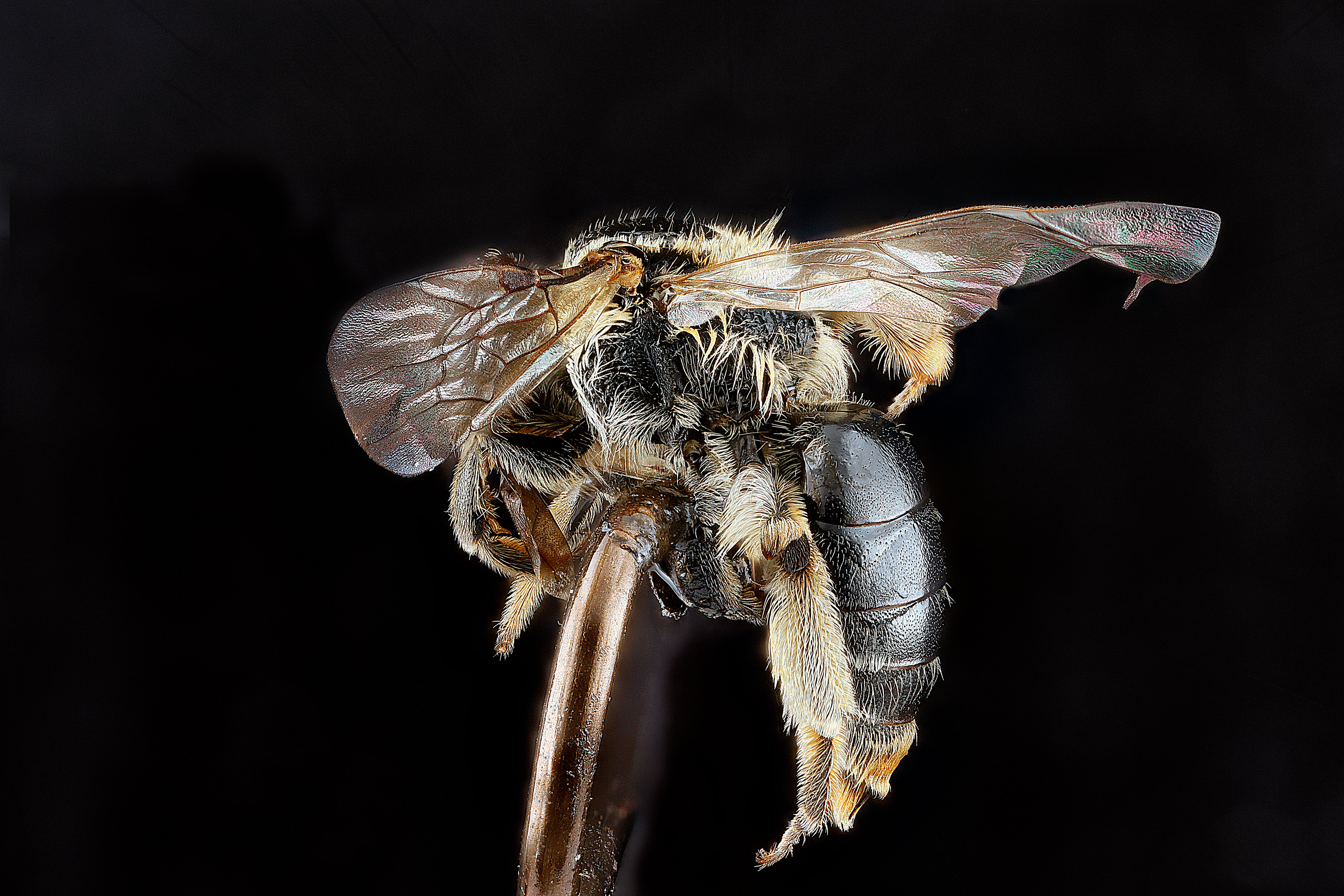